# 皮埃尔·罗多卡纳基
皮埃尔·罗多卡纳基（法語：Pierre Rodocanachi，1938年10月2日—），法国男子击剑运动员。他曾代表法国参加1964年夏季奥林匹克运动会击剑比赛，获得男子团体花剑铜牌。